# Vladimír Podzimek
Vladimír Podzimek (* 12. Mai 1965 in Jilemnice; † 17. Mai 1994) war ein tschechoslowakischer Skispringer.

## Werdegang
Podzimek gab am 30. Dezember 1983 sein internationales Debüt beim Skisprung-Weltcup in Oberstdorf im Rahmen der Vierschanzentournee 1983/84. Am 14. Januar 1984 erreichte er in Harrachov mit dem achten Platz erstmals die Punkteränge und einen Platz unter den besten zehn. Nach einer weiteren Top-10-Platzierung in Liberec erhielt er die Nominierung für die Olympischen Winterspiele 1984 in Sarajewo, die zugleich als Weltmeisterschaft zählten. Dort erreichte er im Springen von der Großschanze Platz acht, nachdem er sich von der Normalschanze mit Platz 39 zufriedengeben musste. Das Teamspringen der Nordischen Skiweltmeisterschaft 1984 fand in Engelberg statt. Dabei gewann er mit der Mannschaft die Bronzemedaille. Nach Olympia konnte er mit guten Ergebnissen im Weltcup überzeugen. Am 11. März 1984 konnte er am Holmenkollbakken sein erstes und einziges Weltcup-Springen gewinnen.
Bei der Skiflug-Weltmeisterschaft 1986 verfehlte er mit einem vierten Platz die Medaillen nur knapp. Im Weltcup konnte er nach seinem Sieg 1984 nicht konstant seine Leistung halten. Beste Platzierung war 1987 ein zweiter Platz in Lahti. Nachdem er im Anschluss erneut keine konstanten Leistungen erzielen konnte, beendete er 1991 im Alter von nur 25 Jahren seine aktive Skisprungkarriere.
Podzimek erhängte sich 1994 im Alter von 29 Jahren, nachdem seine Ehefrau Vladka gemeinsam mit der gemeinsamen Tochter ausgezogen war.

## Erfolge

### Weltcupsiege im Einzel
| Nr. | Datum         | Ort  | Typ         |
| --- | ------------- | ---- | ----------- |
| 1.  | 11. März 1984 | Oslo | Großschanze |

### Weltcup-Platzierungen
| Saison  | Platz | Punkte |
| ------- | ----- | ------ |
| 1983/84 | 14.   | 76     |
| 1984/85 | 43.   | 12     |
| 1986/87 | 23.   | 21     |
| 1988/89 | 52.   | 07     |
| 1989/90 | 38.   | 18     |